# Agalmyla
Agalmyla é um género botânico pertencente à família Gesneriaceae.

## Sinonímia
- Orithalia, Tetradema

## Espécies
Apresenta 98 espécies:
- Agalmyla affinis
- Agalmyla aitinyuensis
- Agalmyla ambonica
- Agalmyla angiensis
- Agalmyla angustifolia
- Agalmyla wekariensis
- Agalmyla wildeorum
- Agalmyla wondiwoiana
- «Lista completa»